# Psoralea glabra
Psoralea glabra är en ärtväxtart som beskrevs av Ernst Meyer. Psoralea glabra ingår i släktet Psoralea och familjen ärtväxter. Inga underarter finns listade i Catalogue of Life.